# Pornografia gejowska

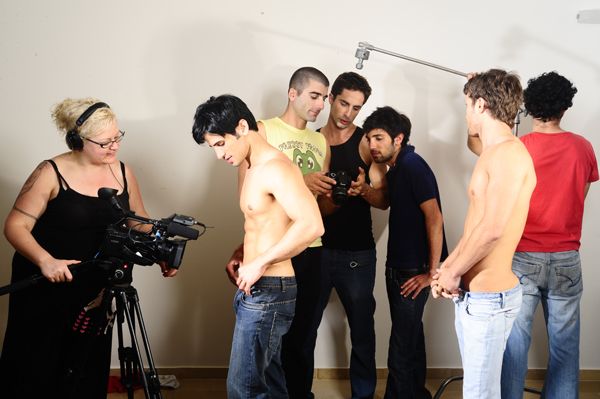
Zdjęcie z planu filmowego Men of Israel produkcji Lucas Entertainment, na którym reżyser Michael Lucas omawia zdjęcia z obsadą.

Pornografia gejowska – pisma, filmy, i inne przedmioty przedstawiające kontakty seksualne mężczyzn z innymi mężczyznami, wykonywane i rozpowszechniane w celu wywołania podniecenia seksualnego u oglądającego.

## Historia

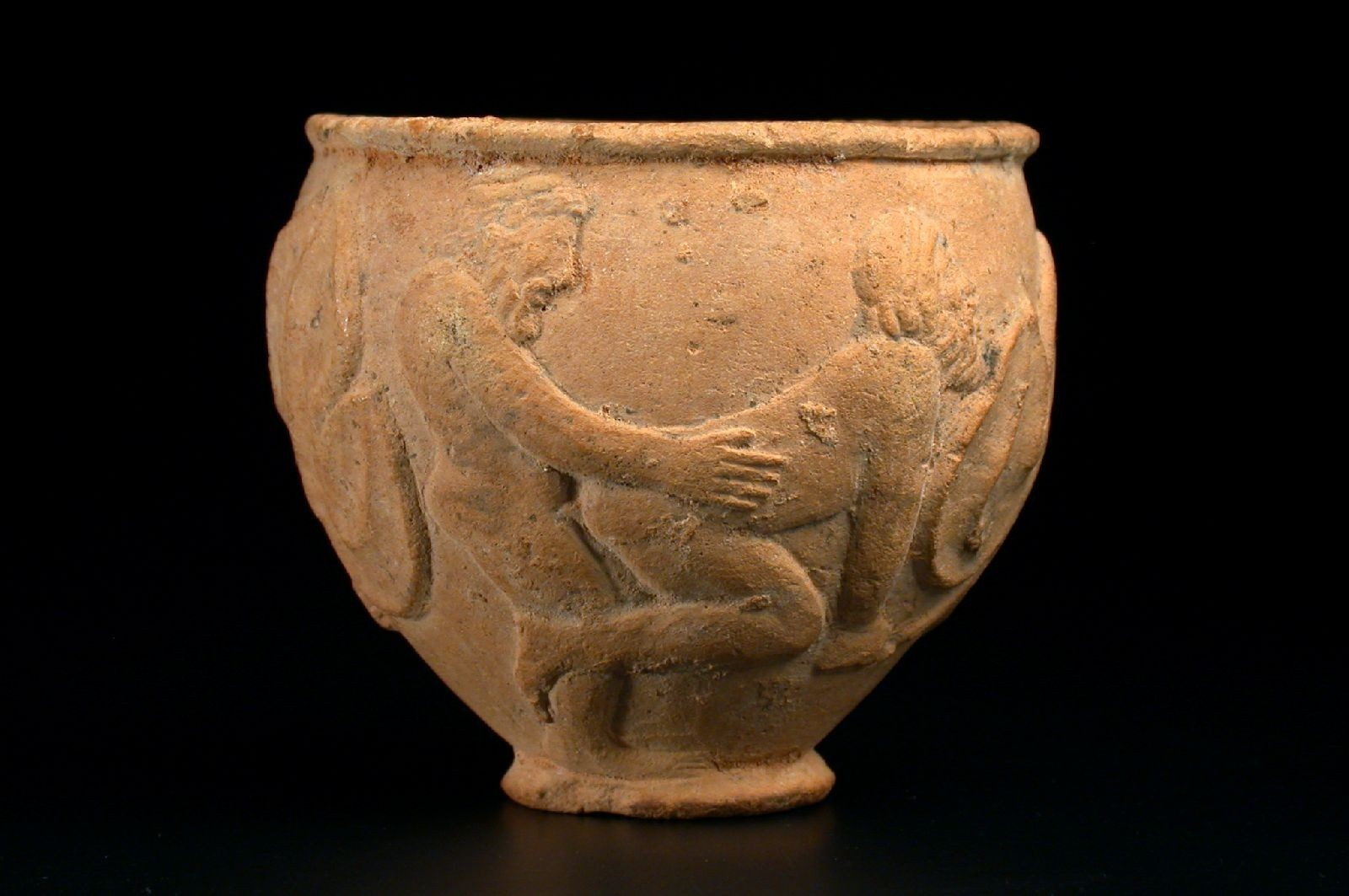
Starożytny grecki gliniany kubek z dekoracją reliefową przedstawiającą dwóch mężczyzn uprawiających seks analny.

### Wczesne przejawy gejowskiej sztuki homoerotycznej

#### Starożytność
W sztuce starożytnej Grecji i Rzymu często pojawiały się motywy homoerotyczne, głównie w malarstwie wazowym i rzeźbie. Sztuka ta miała jednak bardziej charakter kulturowy niż pornograficzny, nawet pomimo ukazywania jednoznacznie scen seksu pomiędzy mężczyznami, między innymi ze względu na neutralne podejście do relacji męsko-męskich w tamtym okresie, kult ciała i sprawności fizycznej oraz traktowanie penisa jako szczęśliwego amuletu.

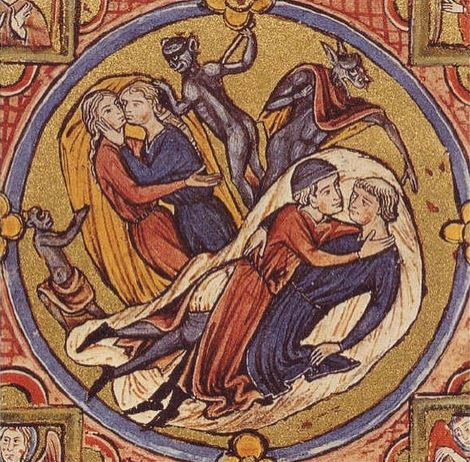
Moralizatorska ilustracja ze średniowiecznej wiedeńskiej Biblii przedstawiająca dwóch mężczyzn.

#### Średniowiecze i renesans
W średniowiecznej Europie homoseksualizm został uznany za zjawisko szkodliwe społecznie, często karane śmiercią. W renesansie artyści powracali do wpływów starożytnych kultur Grecji i Rzymu, obrazując miłość męsko-męską w pozytywnym świetle, jednak nie wspominając wprost o homoseksualizmie, wciąż będącym przestępstwem i tematem tabu. Nawiązując do kultury starożytnej, utwory te miały często wydźwięk pederastyczny. Motywy homoerotyczne możemy odnaleźć na przykład w sztuce Michała Anioła czy Caravaggia. Zazwyczaj nie są to jednak przedstawienia jednoznaczne, między innymi ze względu na karalność czynów homoseksualnych, która w większości krajów została zniesiona dopiero pod koniec XIX w. lub nieco później; w niektórych krajach nie została zniesiona do dziś (zobacz: Penalizacja kontaktów homoseksualnych).

### Początek XX w.
Homoerotyzm był obecny w fotografii i filmie od początku ich wynalezienia. Najwcześniejszym znanym filmem, który przedstawia akty seksualne o charakterze homoseksualnym, jest francuski film Le ménage moderne du Madame Butterfly, wyprodukowany i wydany w 1920 roku. Najwcześniejszy znany amerykański film pornograficzny, który ukazuje wyłącznie homoseksualny stosunek seksualny to The Surprise of a Knight z 1929 roku.

### Druga połowa XX w.
Boys in the Sand Wakefielda Poole’a, z udziałem Caseya Donovana, był pierwszym pełnometrażowym gejowskim filmem o charakterze pornograficznym, a także pierwszym pełnometrażowym filmem pornograficznym w ogóle. Po jego premierze zaczęły pojawiać się kina dla dorosłych, a później kasety VHS, z nagraniami produkowanymi na większą skalę.

## Aspekt społeczno-kulturowy

### Bareback
Zazwyczaj do zdjęć dopuszczani są tylko aktorzy posiadający zaświadczenia o wynikach testów na choroby weneryczne, ale niekiedy takie środki ostrożności są niewystarczające, ponieważ standardowe testy na przeciwciała HIV są wiarygodne dopiero po 3 miesiącach od ostatniego zachowania ryzykownego. W 2007 roku w Wielkiej Brytanii wybuchł skandal, gdy kilku aktorów porno zostało zakażonych wirusem HIV podczas kręcenia filmu, mimo że wszyscy aktorzy przeszli testy z wynikiem negatywnym.
Duża liczba filmów pornograficznych pokazujących seks bez zabezpieczeń wpływa na rozpowszechnianie się niezabezpieczonego seksu wśród mężczyzn, którzy uprawiają seks z mężczyznami.
W 2009 roku amerykańska organizacja AIDS Healthcare Foundation próbowała sądownie zmusić aktorów pornograficznych do używania prezerwatyw podczas zdjęć. Żądanie organizacji zostało odrzucone przez sąd.

### Edukacja seksualna
Wobec słabego zakresu lub nawet zupełnego braku edukacji w zakresie tematów dotyczących relacji jednopłciowych w szkołach czy poprzez rodziców, pornografia gejowska może być wykorzystywana jako źródło informacji o intymności, pełniąc jednocześnie swoją główną rolę jako stymulant używany do masturbacji. W przeciwieństwie do powszechnych przekonań, że pornografia nie ukazuje intymności, badania wykazują, że pornografia gejowska przedstawia intymność zarówno fizyczną, jak i werbalną. W przypadku adolescentów, pornografia nie jest dobrym źródłem czerpania wiedzy o życiu psychoseksualnym, ze względu na kreowany przez nią wypaczony obraz rzeczywistości. Wpływa ona na budowanie fałszywych wyobrażeń o związkach, relacjach, miłości i życiu seksualnym, co może prowadzić do negatywnych skutków psychologicznych, takich jak zaburzenie poczucia własnej wartości wynikające z porównywania się do aktorów, tworzenie fałszywych skryptów seksualnych czy wzmocnienie i normalizacja przemocy seksualnej.

### Grupa docelowa
W sierpniu 2005 roku gwiazda filmów dla dorosłych Jenna Jameson uruchomiła Club Thrust, interaktywną stronę internetową z filmami pornograficznymi dla gejów, która okazała się przyciągać również kobiecą publiczność.

## Krytyka
Gejowskie produkcje pornograficzne, ze względu na swoje różnice w stosunku do heteroseksualnych produkcji pornograficznych, nie są przedmiotem takiej samej krytyki.
W wielu filmach pornograficznych dominują bardzo sztywne role seksualne; krytykuje się nadmierną waloryzację aktywnego mężczyzny, który dominuje nad pasywnym. Od lat 90. XX wieku, aktorzy dużych wytwórni coraz częściej zmieniają role i występują zarówno w roli aktywnej, jak i pasywnej.
Scenariusze mogą odwoływać się do fantazji o agresji. Filmy oparte na fetyszyzmie (np. urofilia) lub zachowaniach ekstremalnych, takich jak np. fisting mogą prowadzić do zachowań agresywnych.
Kontrowersje wzbudza też gałąź pornografii gejowskiej z rodzaju gonzo, który opiera się na erotyzacji desperacji związanej z ciężką sytuacją materialną.
Czasami kontrowersyjny jest sam przekaz ideologiczny. Na przykład, kanadyjski reżyser Bruce LaBruce lubi prowokować, przedstawiając neonazistowskich gejów-skinheadów.
Po pojawieniu się epidemii AIDS, niektóre studia pornograficzne zwlekały z wdrożeniem środków ochrony, lub naciskały na aktorów, aby ich nie używali. Najciężej krytykowane są te, które produkują filmy ze stosunkami świadomie niechronionymi. Stowarzyszenie Act Up-Paris oskarża te studia o przyczynianie się do rozprzestrzeniania się epidemii AIDS.